# Sagra femorata
Sagra femorata är en skalbaggsart som först beskrevs av Dru Drury 1773.  Sagra femorata ingår i släktet Sagra och familjen bladbaggar. Inga underarter finns listade i Catalogue of Life.